# Santuario diocesano Santa Maria della Catena
Il santuario diocesano Santa Maria della Catena sorge nella valle Fanaca alle falde del monte Kalfa, nel territorio di Mongiuffi Melia, comune italiano della città metropolitana di Messina.

## Storia

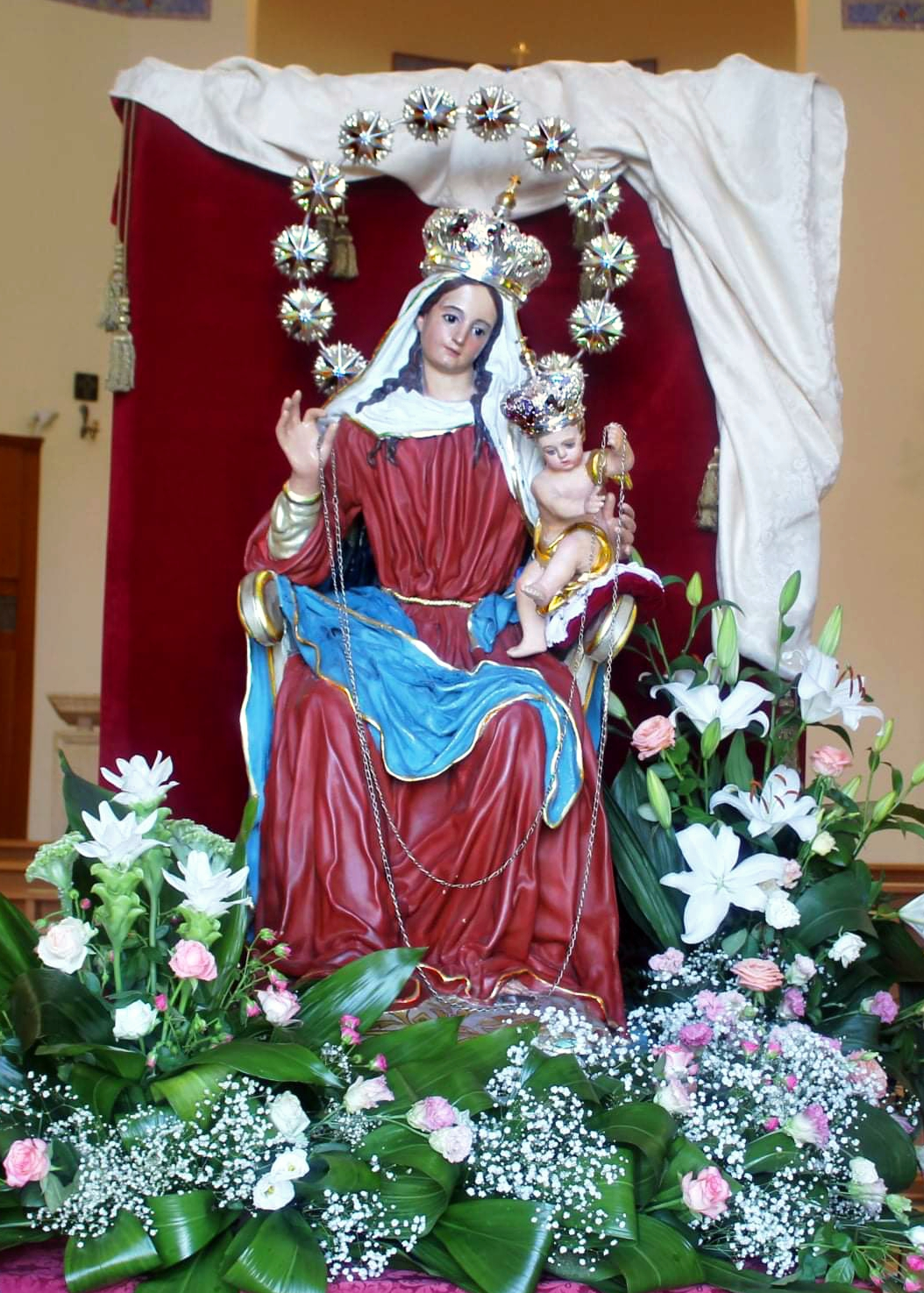
Statua della Madonna della Catena venerata a Mongiuffi.

La denominazione "della Catena" deriva dalla serie di titoli con cui veniva onorata la Madre di Dio nelle litanie a partire dall'anno 1397.
In proposito narrano gli storici Mongitore e Rocco Pirri che durante il regno di Martino I (1385-1409) in Sicilia , sposo di Maria di Aragona, tre giovani innocenti vennero condannati alla forca a Palermo. Nel giorno dell'esecuzione i condannati furono condotti a piazza Marina, dove erano state predisposte le forche. Ma poco prima che i condannati salissero sul patibolo si scatenò un uragano molto forte, e le guardie con i condannati si rifugiarono nella chiesetta di Santa Maria del Porto, vicino al mare. Attesero la fine dell'uragano, che però si protrasse molto a lungo nella notte. Non potendo trasferirsi con i condannati nel carcere, le guardie passarono la notte nella chiesetta, tenendo i condannati legati l'un l'altro con doppie catene, avendo assicurato la chiusura della porta. Pertanto l'esecuzione venne rimandata al giorno seguente.
Mentre le guardie dormivano, i condannati pregavano. Coscienti della propria innocenza, i condannati avevano visto nel temporale e nel loro rifugio in chiesa un auspicio di salvezza. Presso l'altare, su cui si ergeva una immagine della Vergine Maria, ardeva una lampada. I tre vi si trascinarono, e pregarono la Vergine Santa perché facesse conoscere la loro innocenza. Ad un certo momento sentirono spezzarsi le loro catene, e si avviarono velocemente verso l'uscita, trovando la porta spalancata. Stava sorgendo il giorno, e vennero subito raggiunti dalle guardie, che li avrebbero incatenati di nuovo, se non fosse intervenuto il popolo che iniziava ad affollare la piazza. E fu il popolo ad appellarsi al re, che di fronte allo straordinario prodigio, li dichiarò liberi.
Il re e la regina furono i primi a recarsi alla chiesetta del prodigio per vedere le catene spezzate e rendere omaggio a Maria. Da quel giorno la chiesetta fu meta di un continuo pellegrinare di Palermitani e di fedeli dei paesi vicini, e la devozione verso Maria sotto il nuovo titolo si diffuse per la Sicilia, la Calabria, la Lucania, e la Campania. Tra i paesi ove la Santissima Vergine della Catena è stata ed è venerata si ricordano: Riesi, Catania, Messina, Termini Imerese, Acicatena, Adrano, Castiglione di Sicilia, Modica, Gangi, Linera, Lipari, Roccalumera, Castel di Tusa, Milazzo, San Marco d'Alunzio, Polistena, Cittanova, Cassano Ionio, Cefalù.